# 26.ª Brigada de Artillería
«26.ª Brigada de Artillería»: Es una formación de artillería de las Fuerzas Terrestres de Ucrania, acantonada en Berdichev. Su historia se remonta a la 117.ª División de Fusileros de la Guardia de la Segunda Guerra Mundial.
Después de la guerra, y de varias redesignaciones, la 117.ª División de Fusileros de la Guardia se convirtió en la 117.ª División de Entrenamiento de Tanques de la Guardia. Después del disolución de la Unión Soviética, la 117.ª División de Entrenamiento de Tanques de la Guardia fue reemplazada por la 62.ª Brigada Mecanizada, que, a su vez, se creó la 26.ª Brigada de Artillería (según la Directiva del Ministerio de Defensa de Ucrania del 18.06.2004 N.º 312 /1/014).
La brigada está operando obuses autopropulsados Panzerhaubitze 2000 regalados por Alemania y los Países Bajos durante la Invasión rusa de Ucrania en 2022, artillería fue utilizada en la Batalla de Bajmut.

## Guerra Fría
En 1945, la 117.ª División de Fusileros de la Guardia se convirtió en la 32.ª División Mecanizada de la Guardia. Se trasladó a Berdichev y más tarde pasó a formar parte del 8.º Ejército Mecanizado.
El 4 de junio de 1957, la división se convirtió en la 41.ª División de Tanques de la Guardia y el ejército se convirtió en el 8.º Ejército de Tanques. El 76.º Batallón Separado de Entrenamiento de Tanques se disolvió en 1960. El 19 de febrero de 1962, se activaron el 685.º Batallón Separado de Misiles y el 437.º Batallón Separado de Mantenimiento y Recuperación de Equipos.
El 11 de enero de 1965, la división pasó a llamarse 117.ª División de Tanques de la Guardia, restaurando su número de la Segunda Guerra Mundial. En 1968, el 129.º Batallón de Zapadores de Guardias Separados se convirtió en una unidad de ingenieros-zapadores.
El 1 de noviembre de ese año, la división se convirtió en una división de tanques de entrenamiento y quedó directamente subordinada al Distrito Militar de los Cárpatos. El 1 de septiembre de 1987, se convirtió en el 119.º Centro de Formación del Distrito de Guardias.
El 1 de diciembre de 2000, el centro de formación se disolvió y sus unidades se utilizaron para formar la 62.ª Brigada Mecanizada. En 2004, la brigada se convirtió en la 26.ª Brigada de Artillería.

## Estructura
A partir de 2017 la estructura de la brigada es la siguiente:
26.ª Brigada de Artillería, Berdichev
- Comando de Brigada
- 1.º Batallón de Artillería Autopropulsada (2S19 Msta-S)
- 2.º Batallón de Artillería Autopropulsada (2S19 Msta-S)
- 3.º Batallón de Artillería Autopropulsada (2S5 Giatsint-S)
- 4.º Batallón de Artillería Antitanques (MT-12 Rapira)
- Batallón de Reconocimiento de Artillería
- 14.º Batallón de Guardias "Cherkasy"
- Compañía de Ingenieros
- Compañía de Mantenimiento
- Compañía Logística
- Pelotón de Defensa Nuclear, Radiológica, Biológica y Química